# Centro-Oeste de Minas
O Centro-Oeste de Minas é uma das dez regiões de planejamento do estado de Minas Gerais, na Região Sudeste do Brasil. Está situado entre o Rio Grande, Rio Pará e o Alto São Francisco, o que faz da região uma potência hidrográfica, pois está banhada pelo Lago de Furnas, ao sul, e pela Represa de Três Marias, ao norte. É constituído pelo agrupamento de grande parte dos municípios das Mesorregiões Central Mineira e Oeste de Minas.
Divinópolis, Nova Serrana, Itaúna, Oliveira, Formiga, Campo Belo e Bom Despacho são as principais cidades do Centro-Oeste de Minas.

## Economia
O Centro-Oeste de Minas é uma das regiões mais ricas do estado, com a economia voltada ao vestuário, calçados, pecuária leiteira e extração de cal. As principais indústrias ali instaladas relacionam-se aos setores de fabricação de roupas e de calçados, além do cultivo de grãos e pecuária. Nos últimos anos o Centro-Oeste de Minas é a região que mais cresce no estado de Minas Gerais, haja vista a grande evolução da cidade de Nova Serrana e o crescimento populacional da cidade de Bom Despacho. Enquanto aquela é o pólo industrial da América Latina em fabricação de calçados, esta é a maior produtora de leite do estado, gerando assim mais empregos.
Divinópolis é o município polo da região.
Em Nova Serrana são realizadas na cidade três feiras, que movimentam o setor e a economia do município que mais cresce no estado. A cidade se tornou importante na produção de calçados, sandálias e artigos calçadistas masculino, feminino e infantil, devido a instalação de fábricas e a grande migração de povos oriundos do Norte de Minas, o que, vertiginosamente, aumentou a população do município de 37.447 habitantes para 89.859 em 2015.
Bom Despacho é conhecida como Capital Mineira do Leite, por ser a cidade de maior produção do produto, posto este que ocupa desde 2009. Além de gerar vários empregos, exporta leite para todo o Brasil, o que ajuda a fazer de Bom Despacho a cidade que mais cresce no Centro-Oeste Mineiro, tendo uma população de 49.236 habitantes, segundo dados do Instituto Brasileiro de Geografia e Estatística (IBGE), sendo a 72º cidade de maior população do estado e a maios populosa da microrregião de mesmo nome. Numa altitude de 768 metros e possuindo uma área de 1.213,5 km², é considerada polo para algumas cidades de pequeno porte próximas, ganhando o apelido de Metrópole do Interior, tendo recebido em 2015 o título de 4ª melhor cidade de pequeno porte de Minas Gerais.

### Infraestrutura

#### Aérea
O Centro-oeste Mineiro possui alguns aeroportos administrado pelo governo do estado, e suas respectivas prefeituras, sendo eles:
O de Divinópolis, administrado pelo governo de Minas Geais, com capacidade de 150 mil passageiros por ano.
O aeroporto de Bom Despacho tem pista de 2.100 metros com balizamento noturno e 17 hangares para cargas. É administrado pela Prefeitura Municipal.
Os aeroportos  de Oliveira, administrados pelo governo de Minas Gerais, foram ampliados e melhorados com investimentos superiores a 1,3 milhões de reais. O aeroporto de Campo Belo também recebeu investimentos do estado.

#### Hidroviária
O Centro-Oeste de Minas está na região de dois grandes rios navegáveis, o Grande e o São Francisco. O governo do estado de Minas Gerais está promovendo o desenvolvimento do sistema hidroviário nesses rios.  Os principais portos da região são o de Formiga e de Pimenta.

#### Comunicação
O Centro-Oeste de Minas é referência nacional em qualidade nos serviços de telecomunicações. Oferece cobertura de várias operadoras de telefonia móvel. Todos os municípios têm pelo menos duas operadoras atuantes. As mais importantes são: Vivo, Oi, Tim, Algar Telecom, Nextel e Claro. Várias cidades já contam com a tecnologia 3G, e em 2014 foi instalada a nova rede 4G, que opera nas principais cidades da região.

#### Logística
O Centro-Oeste Mineiro recebeu investimentos para a pavimentação e restauração das rodovias, melhorias nos aeroportos e construção de portos.. Bom Despacho vem se tornando um pólo logístico, além de ser entroncamento rodoviário, pois o município está entre a BR-262 e a BR-040, ligando estas pela MG-164, a cidade vem crescendo no aspecto geográfico. O comércio atacadista se destaca na região e é referência nacional. Das 20 maiores empresas atacadistas distribuidoras do Brasil, 10 estão localizadas aqui.

## Esportes
As cidades que mais se destacam esportivamente são Divinópolis, Itaúna, Nova Serrana e Bom Despacho. Divinópolis possui o Estádio Municipal Waldemar Teixeira de Faria, o Farião, com capacidade para 4.181 pessoas, onde é sede do Guarani Esporte Clube. Itaúna é a sede do Esporte Clube Itaúna, onde tem o estádio Municipal José Flávio de Carvalho, com capacidade 1.900 torcedores. Já em Nova Serrana, o Estádio Senador Zezé Perrella, conhecido como Arena do Calçado, com capacidade para 8.197 espectadores, está sem um time mandante, desde a transferência do Nacional Esporte Clube Ltda para a cidade de Patos de Minas.
Bom Despacho, referência no futebol amador, tem o Estádio Municipal Chico Marques com capacidade para 1 200 pessoas.

## Geografia
A região está localizada em um ponto privilegiado do estado de Minas Gerais, pois, além de estar entre as principais represas do estado, Lago de Furnas e Represa de Três Marias, tendo como pontais as cidades de Formiga e Martinho Campos respectivamente, localiza-se em sua circunscrição a Serra da Canastra, no município de São Roque de Minas, onde tem a nascente histórica do Rio São Francisco, onde sua nascente geográfica também está na região, em Medeiros.

### Clima
Predomina na região o clima Tropical e Tropical de Altitude, com temperaturas variando entre 9 °C e 23 °C mais ao sul, como Cana Verde e Aguanil, entre 15 °C e 31 °C mais ao centro, como Lagoa da Prata e Bom Despacho, e entre 21 °C e 33 °C mais ao norte, como Luz e Moema.

### Relevo
O revelo predomina-se pelo cerrado, com ondulações e trechos montanhosos.

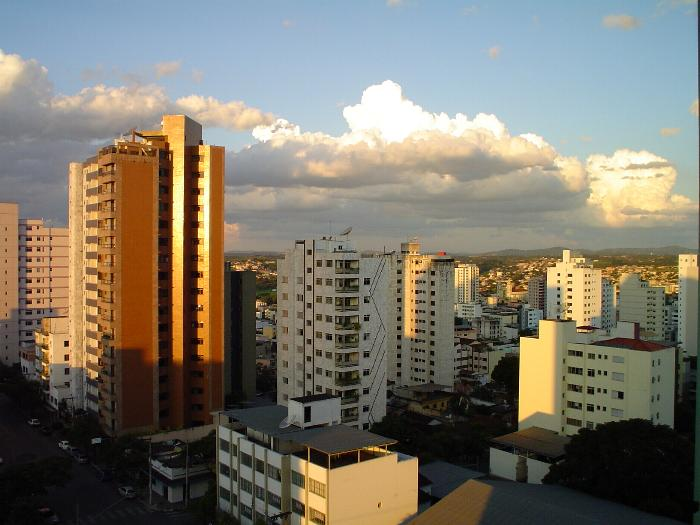
Divinópolis: maior cidade do Centro-Oeste de Minas, com cerca de 230.848 habitantes.

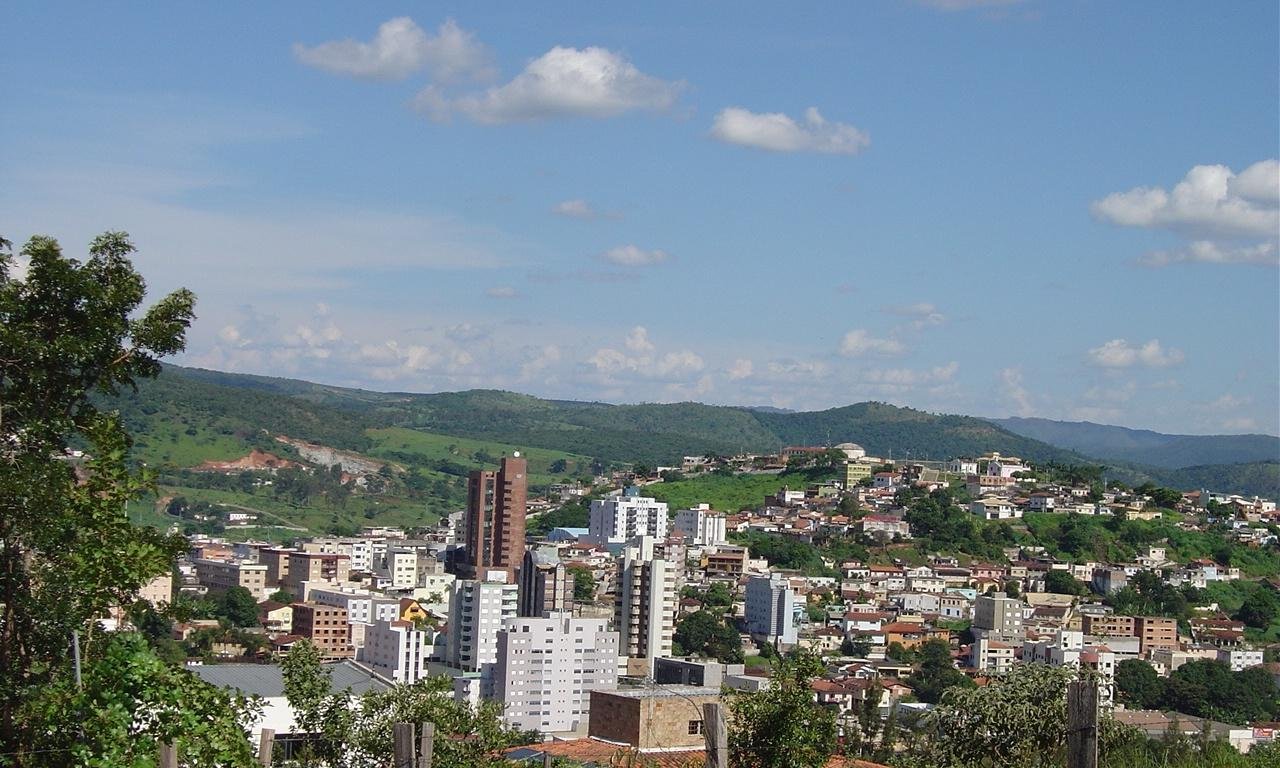
Itaúna: segunda maior cidade do Centro-Oeste de Minas, com cerca de 92.091 habitantes.

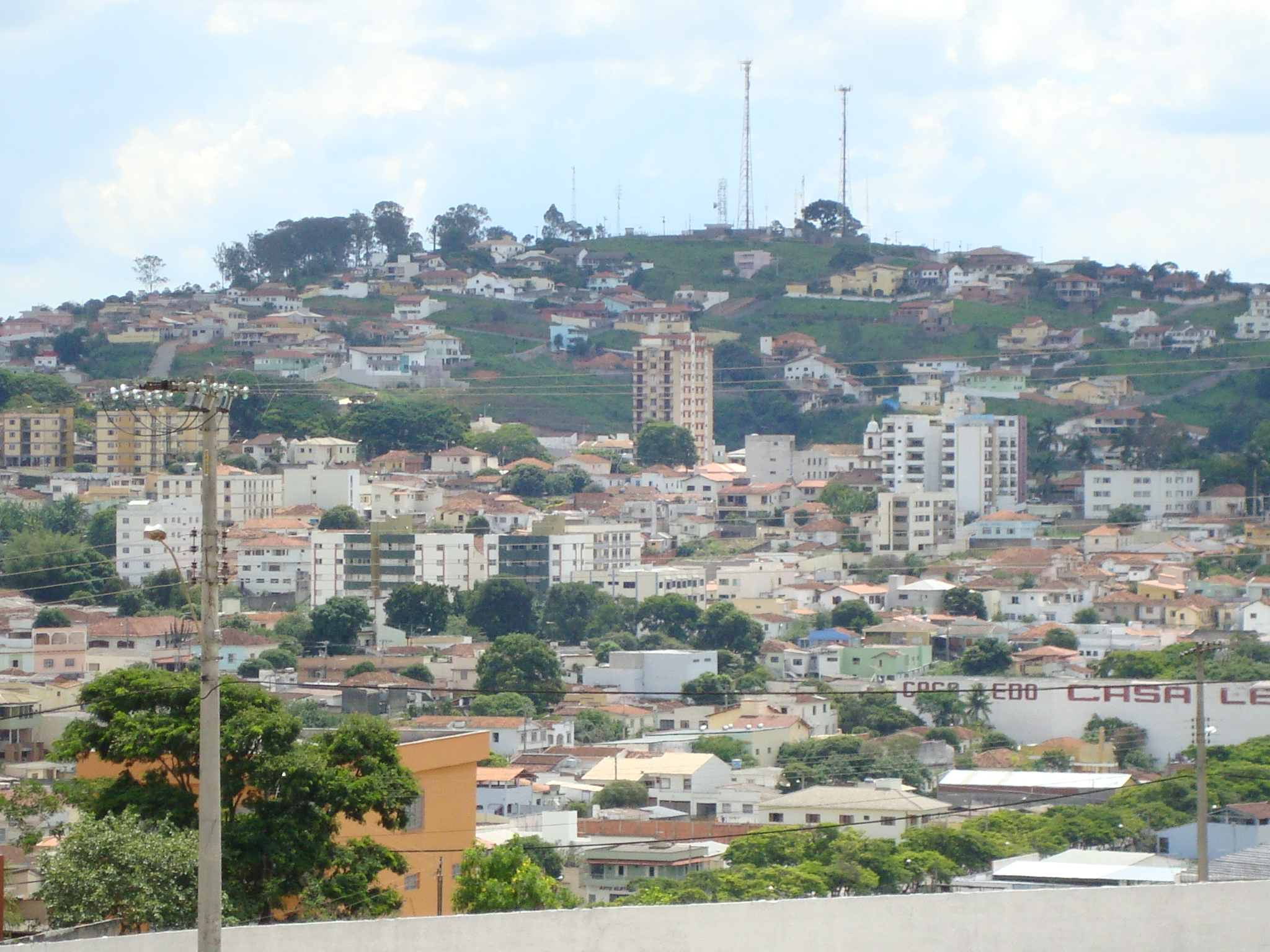
Campo Belo: quinta maior cidade do Centro-Oeste de Minas, com cerca de 54 272 habitantes.

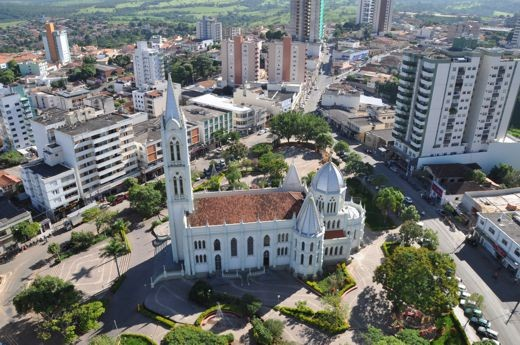
Bom Despacho: sétima maior cidade do Centro-Oeste de Minas, com cerca de 49 236 habitantes.

### Municípios
O Centro-Oeste de Minas é formado por 56 municípios e 8 microrregiões:
| Posição | Município               | População |
| ------- | ----------------------- | --------- |
| 1       | Divinópolis             | 238 230   |
| 2       | Itaúna                  | 93 214    |
| 3       | Nova Serrana            | 102 693   |
| 4       | Formiga                 | 67 683    |
| 5       | Campo Belo              | 54 029    |
| 6       | Lagoa da Prata          | 52 165    |
| 7       | Bom Despacho            | 50 605    |
| 8       | Oliveira                | 41 687    |
| 9       | Arcos                   | 40 092    |
| 10      | Piumhi                  | 34 691    |
| 11      | Cláudio                 | 29 617    |
| 12      | Santo Antônio do Monte  | 28 423    |
| 13      | Pitangui                | 27 989    |
| 14      | Bambuí                  | 23 829    |
| 15      | Itapecerica             | 21 762    |
| 16      | Carmo do Cajuru         | 22 478    |
| 17      | Perdões                 | 21 390    |
| 18      | Carmópolis de Minas     | 19 355    |
| 19      | Luz                     | 18 215    |
| 20      | Bom Sucesso             | 17 603    |
| 21      | Santo Antônio do Amparo | 18 525    |
| 22      | Candeias                | 14 886    |
| 23      | Dores do Indaiá         | 13 483    |
| 24      | Martinho Campos         | 13 388    |
| 25      | Cristais                | 12 798    |
| 26      | São Gonçalo do Pará     | 12 411    |
| 27      | Carmo da Mata           | 11 476    |
| 28      | Perdigão                | 11 506    |
| 29      | Igaratinga              | 10 860    |
| 31      | Araújos                 | 9 273     |
| 32      | Pimenta                 | 8 660     |
| 33      | Pains                   | 8 283     |
| 34      | Passa Tempo             | 8 084     |
| 35      | Iguatama                | 7 947     |
| 36      | Moema                   | 7 517     |
| 37      | São Roque de Minas      | 7 051     |
| 38      | São Francisco de Paula  | 6 527     |
| 39      | São Sebastião do Oeste  | 6 775     |
| 40      | Piracema                | 6 409     |
| 41      | Córrego Fundo           | 6 337     |
| 42      | Cana Verde              | 5 603     |
| 43      | Conceição do Pará       | 5 507     |
| 44      | Santana do Jacaré       | 4 821     |
| 45      | Aguanil                 | 4 486     |
| 46      | Japaraíba               | 4 350     |
| 47      | Pedra do Indaiá         | 3 972     |
| 48      | Medeiros                | 3 802     |
| 49      | Estrela do Indaiá       | 3 500     |
| 50      | Quartel Geral           | 3 563     |
| 51      | Córrego Danta           | 3 215     |
| 52      | Leandro Ferreira        | 3 229     |
| 53      | Camacho                 | 2 901     |
| 54      | Ibituruna               | 2 989     |
| 55      | Vargem Bonita           | 2 153     |
| 56      | Tapiraí                 | 1 875     |
| 57      | Doresópolis             | 1 527     |
| 58      | Serra da Saudade        | 781       |

## População
Com uma população de quase de 2 milhões de habitantes, suas principais cidades são Divinópolis, Itaúna, Nova Serrana e Bom Despacho.

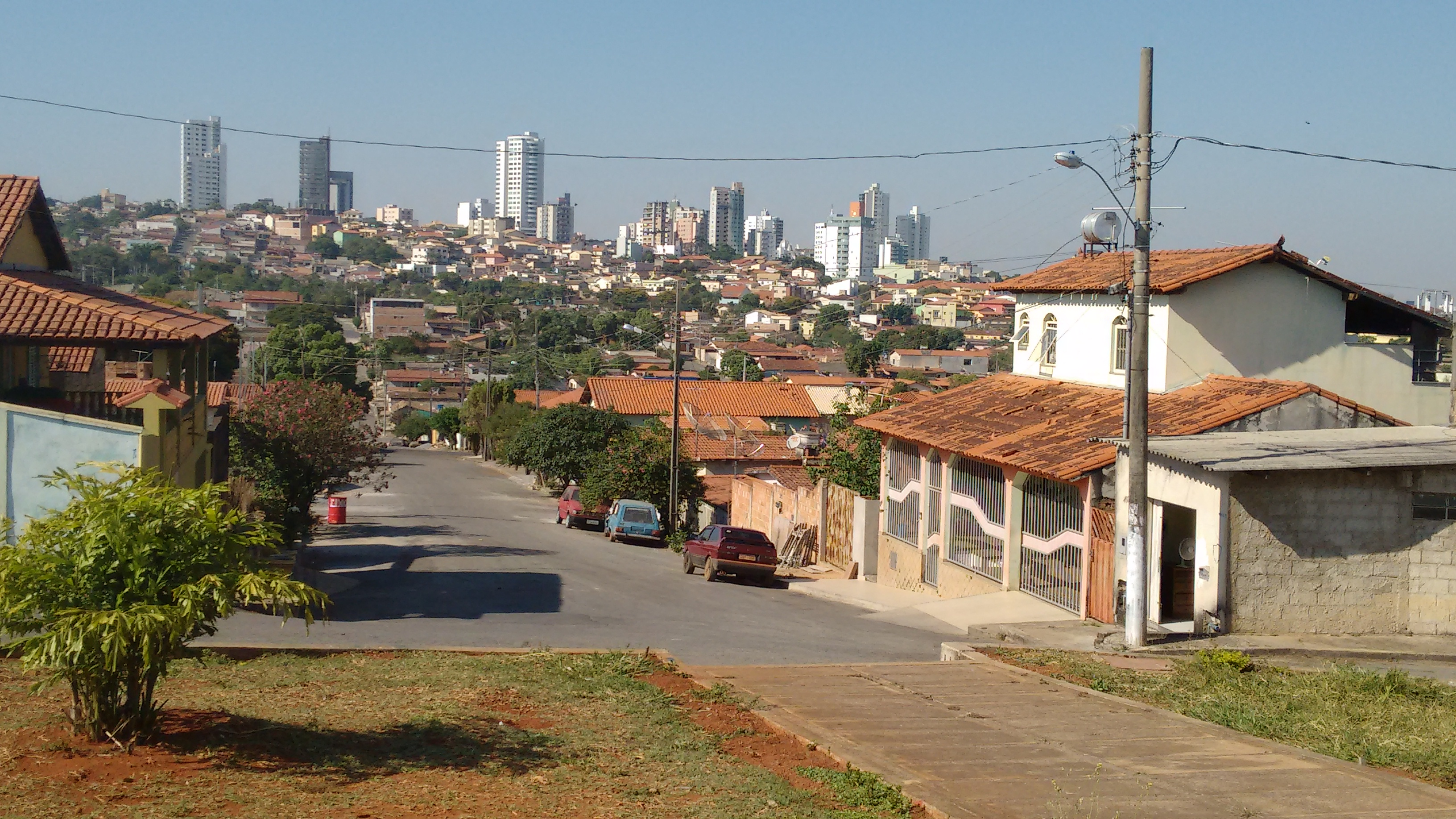
Bom Despacho, Capital Mineira do Leite, é a maior cidade da Microrregião de Bom Despacho, e a 72ª do estado de Minas Gerais

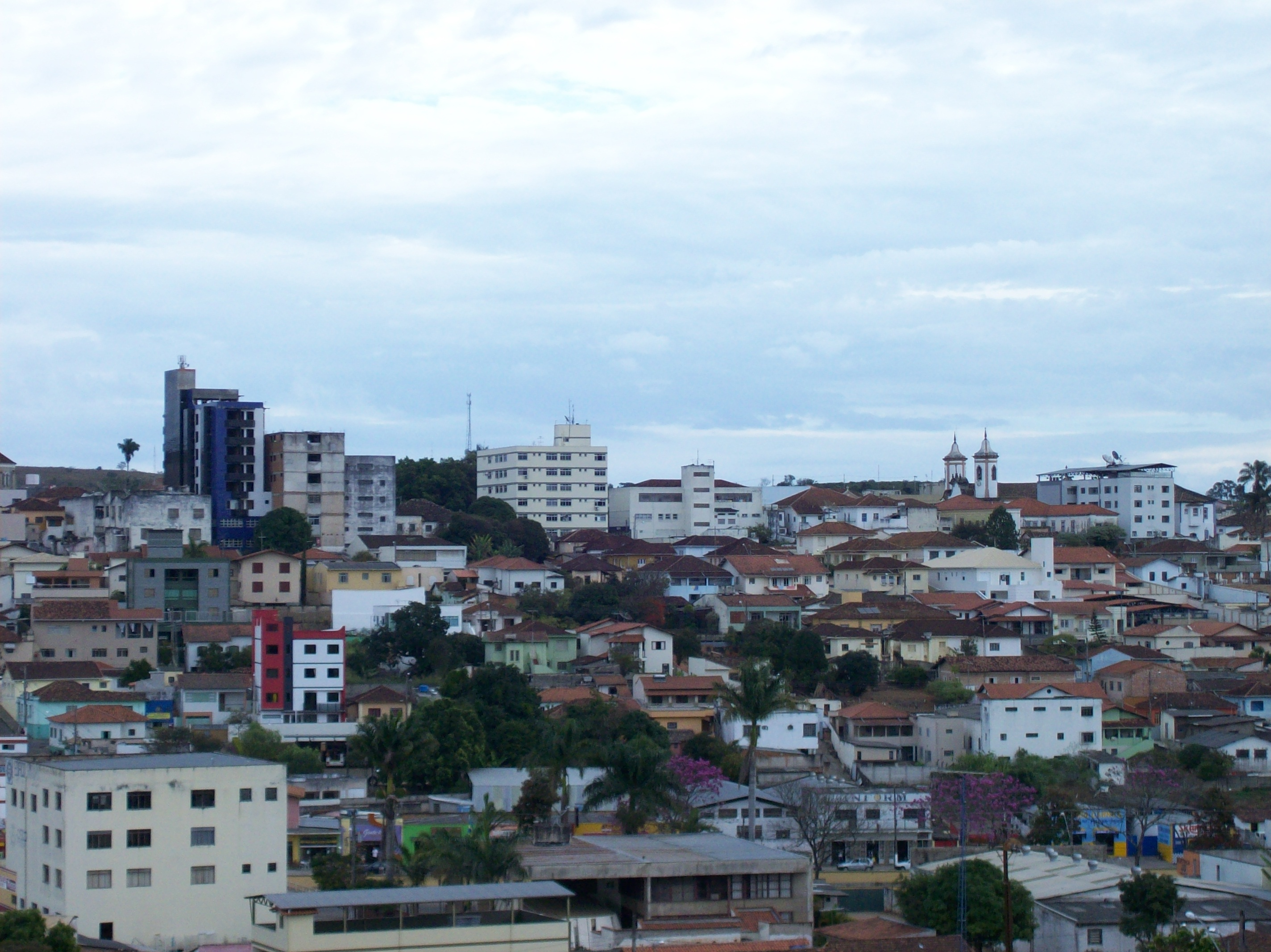
Oliveira, a Princesinha do Oeste, ligado diretamente as antiguidades góticas e barroco, sendo a oitava maior cidade do Centro-Oeste de Minas.

### IDH

#### Classificação das cidades de maior IDH da Região
| Posição | Município      | IDH-M |
| ------- | -------------- | ----- |
| 1       | Divinópolis    | 0,764 |
| 2       | Itaúna         | 0,758 |
| 3       | Formiga        | 0,755 |
| 4       | Bom Despacho   | 0,750 |
| 5       | Arcos          | 0,749 |
| 6       | Perdões        | 0,744 |
| 7       | Bambuí         | 0,741 |
| 8       | Piumhi         | 0,737 |
| 9       | Lagoa da Prata | 0,732 |
| 10      | Pains          | 0,728 |